# Camponotus tauricollis
Camponotus tauricollis é uma espécie de inseto do gênero Camponotus, pertencente à família Formicidae.